# Національний столичний регіон (Індія)
Національний столичний регіон (англ. National Capital Region, NCR) — велика міська агломерація в Індії, що включає Національну столичну територію Делі та частини штатів Уттар-Прадеш, Хар'яна і Раджастхан. Концепція єдиного керування агломерацією була запропонована у 1962 році з метою розвитку території навколо Делі та централізованого вирішення проблем збільшення дорожнього руху і навантаження на інфраструктуру. Загальна площа агломерації 33 578 км², її населення за переписом 2001 року становило 13,7 млн менканців, а за оцінками 2007 року — понад 17 млн.
Окрім Національної столичної території Делі, Національний столичний регіон включає наступни округи:
- Штат Раджастхан (7 829 км²)
  - Алвар
- Штат Уттар-Прадеш (10 853 км²)
  - Баґхпат
  - Буландшахр
  - Гапур
  - Ґаутам-Будх-Наґар
  - Ґхазіабад
  - Мірут
- Штат Хар'яна (13 413 км²)
  - Ґурґаон
  - Джхадджар
  - Паніпат
  - Реварі
  - Рохтак
  - Сонепат
  - Фаридабад

Найбільшими містами агломерації є Ґурґаон, Фаридабад, Ноїда і Ґхазіабад.